# María Cristina (película)
María Cristina es una película musical mexicana de 1951 producida, escrita y dirigida por Ramón Pereda y protagonizada por María Antonieta Pons y Carlos Cores. Esta cinta está basada en el tema María Cristina me quiere gobernar, de Ñico Saquito.

## Argumento
María Cristina (María Antonieta Pons), es una joven desempleada de provincia que llega a la capital acompañada por su abuela, instalándose en una vecindad. Una vecina le recomienda trabajar en un cabaret a escondidas de su abuela. En ese lugar, María Cristina encontrará el amor.

## Reparto
- María Antonieta Pons ... María Cristina
- Carlos Cores
- Fernando Casanova
- Prudencia Griffel
- Carolina Barret

## Comentarios
La película se estrenó en cuatro salas de la Ciudad de México en 1951. El periodista Mauricio Peña relató en sus análisis de esta cinta para la revista Somos: Les aseguramos que no es fácil reponerse después de ver a María Antonieta Pons en María Cristina, porque aunque sea una historia convencional, es la cumbre absoluta del arte de esta hermosa rumbera cubana.